# Aneurinibacillus humi
Aneurinibacillus humi ist eine Bakterienart. Es wurde aus Boden in der Ukraine isoliert und zählt zu den Firmicutes.

## Merkmale
Aneurinibacillus humi ist stäbchenförmig und durch Flagellen beweglich. Es bildet Endosporen mit einer ellipsoiden Form. Die Sporen liegen subterminal in geschwollenen Sporangien.  Der Gram-Test verläuft positiv.
Aneurinibacillus humi ist auf Sauerstoff angewiesen (aerob). Nitrat wird reduziert, Indol hingegen nicht. Wachstum findet zwischen 25 und 55 °C statt, das Optimum liegt bei 37 °C. Toleriert werden pH-Werte von 5,0–9,0, pH 7 ist optimal. Das Optimum an NaCl liegt bei 2 %, toleriert werden 0–5 °C. Das dominierende Menaquinon ist MK-7. Innerhalb der Peptidoglycanschicht der Zellwand ist Diaminopimelinsäure vorhanden.

## Ökologie
Der Fund stammt aus dem ukrainischen Ort Mykhailyky in dem Oblast Poltava.
Aneurinibacillus humi wurde hier aus Boden isoliert.

## Systematik
Die Gattung Aneurinibacillus ist sehr eng mit der Gattung Brevibacillus verwandt. Beide Gattungen sind aus einer taxonomischen Neuordnung der Gattung Bacillus im Jahr 1996 hervorgegangen.
Die Gattung zählt zu der Familie der Paenibacillaceae der Klasse Bacilli. Die Art Aneurinibacillus humi wurde 2016 beschrieben. Zu diesem Zeitpunkt bestand die Gattung aus 6 Arten: A. aneurinilyticus, A. migulanus, A. thermoaerophilus, A. danicus, A. terranovensis und A. soli. Im Jahr 2017 wurde zusätzlich noch die Art Aneurinibacillus sediminis beschrieben.